# Диксон, Пирсон
Сэр Пирсон Джон Диксон (англ. Pierson John Dixon; 13.11.1904 — 22.04.1965) — британский дипломат.
Учился в школе Bedford и Pembroke колледже Кембриджа.
В 1943—1948 годах главный личный секретарь министра иностранных дел.
В 1948—1950 годах посол Великобритании в Чехословакии.
В 1950—1954 годах представитель постоянного заместителя министра иностранных дел Великобритании.
В 1954—1960 годах постоянный представитель Великобритании при ООН.
В 1960—1964 годах посол Великобритании во Франции.
Кавалер ордена Бани.
Рыцарь Великого Креста ордена Святого Михаила и Святого Георгия (1957, рыцарь-командор 1950).